# 방선문
방선문(訪仙門)은 대한민국 제주특별자치도 제주시 거북새미길에 위치한 자연명승이다. 2013년 1월 4일 대한민국의 명승 제92호로 지정되었다.

## 개요
방선문은 한천에 위치한 암석으로, 그 모습이 문과 닮아있다. 방선문은 '신선이 사는 곳으로 들어가는 문'이라는 의미가 있다. 방선문은 영주십경(瀛州十景) 중 하나인 영구춘화(瀛邱春花)로 알려져 있는데, 영구춘화는 봄에 영산홍 등의 꽃들이 개화하여 계곡물에 비치는 아름다운 모습을 가리키는 말이다.
방선문이 위치해 있는 방선문계곡에서는 방선문 축제가 열리기도 한다.

## 참고 자료
- 방선문 - 국가유산청 국가유산포털

## 같이 보기
- 쇠소깍
- 외돌개